# Weesries
Weesries (dänisch: Vesris) ist ein Ort der Gemeinde Wees im Kreis Schleswig-Flensburg.

## Lage
Die Häuser des kleinen Weilers Weesries liegen zum Großteil an der gleichnamigen Straße Weesries; östlich vom Weesrieser Gehölz etwas abgelegen, nördlich vom eigentlichen Dorf an der Weesrieser Straße, liegen der Bauernhof Andresen, der aus mehreren großen Gebäuden besteht, sowie der Holzverarbeitungsbetrieb Holzverbindung der ebenfalls aus mehreren Gebäuden besteht. Des Weiteren gehört die Adresse Rüllschauer Weg 1, westlich der Straße Weesries zum Ort (Lage). Der Hauptort Wees liegt ungefähr anderthalb Kilometer nördlich von Weesries entfernt.

## Hintergrund
Die Bezeichnung „Weesries“ setzt sich aus der Ortsbezeichnung „Wees“ sowie dem Wort „Ries“ zusammen, das „Wald“ bedeutet. Weesries war also offenbar ursprünglich lediglich die Bezeichnung für das unmittelbar angrenzende Weesrieser Gehölz, das auch heute noch mitunter ebenfalls kurz „Weesries“ genannt wird, obwohl heutzutage hauptsächlich der besagte Ort so genannt wird.
Auf einer recht detaillierten, dänischen Karte von 1857/58 war das Straßendorf Weesries mit mehreren Gebäuden westlich des Waldes schon erkennbar, doch noch nicht namentlich genannt. Im Jahr 1863 wurde der Ort Weesries auf einer anderen Karte dann auch namentlich erwähnt. Auf der Karte der Preußischen Landesaufnahme um 1879 war der Ort erneut eingetragen.
1961 zählte das Dorf Weesries 35 Einwohner, 1970 zählte es 31 Einwohner.